# یواس‌اس پوکاهانتس (۱۸۵۲)
یواس‌اس پوکاهانتس (۱۸۵۲) (به انگلیسی: USS Pocahontas (1852)) یک کشتی بود که طول آن ۱۶۹ فوت ۶ اینچ (۵۱٫۶۶ متر) بود. این کشتی در سال ۱۸۵۵ ساخته شد.